# Nord-du-Québec

Nord-du-Québecs läge i provinsen Québec

Nord-du-Québec (franska: "Norra Québec") är den största av de 17 regionerna i den kanadensiska provinsen Québec. Regionen täcker en yta på 840 000 km² – 55 % av provinsens yta – men dess befolkning motsvarar bara 0,5 % av provinsens. Nord-du-Québec sträcker sig från Ungavahalvön längst i norr och upptar hela provinsen norr om 55° N plus ett omkring 500-600 km brett område ned till 49° N i söder (motsvarande sträckan från Umeå ned till norra Frankrike). Regionen grundades 1966 under namnet Nouveau-Québec och bytte 1987 namn till det nuvarande.
Nord-du-Québec är uppdelat i två områden. Regionen norr om 55° N, Kativik (namnet på det administrativa territoriet), utgör den större delen av Nunavik (inuiternas traditionella område i Québec) och består i huvudsak av tundra. Nästan alla invånare är inuiter.
Den södra delen, Jamésie, mellan Jamesbukten och Otishbergen, administreras av Jamesbuktens regionala utvecklingsråd (Conseil régional de développement de la Baie-James). Större delen av invånarna är First Nations (indianer), cree och naskapi, tillsammans med Jamésiens, invånare med europeisk bakgrund. Området består huvudsakligen av tajga.
I Nord-du-Québec finns fjorton inuitbyar, nio creebyar och en naskapiby vid sidan av fem Jamésienkommuner. En av de senare är kommunen Baie-James som täcker 350 000 km² (jämför med Sveriges 450 000 km²) och rymmer åtta bosättningar.